# توني ريتشاردسون (كرة القدم الأمريكية)
أنطونيو «توني» ريتشاردسون (Tony Richardson) (ولد في 12 ديسمبر 1971 في فرانكفورت (ألمانيا) هو المدافع في كرة القدم الاميركية للطائرات في نيويورك الوطنية لكرة القدم. تم التوقيع عليه من قبل رعاة البقر دالاس وكيلا لundrafted الحرة في عام 1994. لعب كرة القدم في كلية أوبورن.

## وصلات خارجية
- توني ريتشاردسون على موقع مرجع كرة القدم المحترفة.كوم (الإنجليزية)